# Dendryphantes sexguttatus
Dendryphantes sexguttatus là một loài nhện trong họ Salticidae.
Loài này thuộc chi Dendryphantes. Dendryphantes sexguttatus được Cândido Firmino de Mello-Leitão miêu tả năm 1945.